# Condado de Linn (Iowa)
O Condado de Linn (em inglês:  Linn County) é um dos 99 condados do estado norte-americano do Iowa. A sede e maior cidade do condado é Cedar Rapids. Foi fundado em 1839 e o seu nome é uma homenagem ao senador Lewis Linn.
O condado possui uma área de 1 876 km², dos quais 1 857 km² estão cobertos por terra e 20 km² por água, uma população de 211 226 habitantes, e uma densidade populacional de 113,8 hab/km² (segundo o censo nacional de 2010). É o segundo condado mais populoso do Iowa.